# Otra vez adiós
Otra vez adiós (en inglés: Goodbye Again y estrenada en Europa como Aimez-vous Brahms?) es una película dramática romántica estadounidense de 1961 producida y dirigida por Anatole Litvak. El guion fue escrito por Samuel A. Taylor a partir de la novela Aimez-vous Brahms? de Françoise Sagan. La película, lanzada por United Artists, está protagonizada por Ingrid Bergman, Anthony Perkins, Yves Montand y Jessie Royce Landis.

## Sinopsis
Paula Tessier (Bergman) es una diseñadora de interiores de 40 años que durante los últimos cinco años ha sido la amante de Roger Demarest (Montand), un "ejecutivo de negocios" que se niega a dejar de ver a otras mujeres. Cuando Paula conoce a Philip (Perkins), el hijo de 25 años de uno de sus clientes adinerados, se enamora de ella e insiste en que la diferencia de edad no importará. Paula se resiste a los avances del joven, pero finalmente sucumbe cuando Roger inicia otra aventura con una de sus jóvenes "Maisies". Si bien inicialmente está feliz con Philip, sus amigos y socios comerciales desaprueban el romance de mayo a diciembre.

## Reparto
- Ingrid Bergman como Paula Tessier.
- Yves Montand como Roger Demarest.
- Anthony Perkins como Philip Van Der Besh.
- Jessie Royce Landis como Sra. Van Der Besh
- Jackie Lane como primera maisie.
- Jean Clarke como segunda maisie.
- Michèle Mercier como tercera maisie.
- Pierre Dux como Maitre Fleury.
- Uta Taeger como Gaby.
- André Randall como M. Steiner
- Lee Patrick como Mme. Fleury
- Annie Duperoux como Madeline Fleury.
- Raymond Gerome como Jimmy.
- Jean Hebey como Mons. Cherel
- Alison Leggatt como Alice.
- Michel Garland como joven en el club.
- David Horne como Consejo de la Reina.
- Colin Mann como la asistente.
- Diahann Carroll como cantante del night club.
- Peter Bull como el cliente.

## Recepción

### Crítica
La película "tuvo éxito en Europa, pero en América los críticos y el público en general no estaban entusiasmados". Según Bosley Crowther, "el juego de pantalla derivado de Taylor tiene algunos vuelos de fantasía e ingenio, pero en general es solemne y acartonado"; "Perkins no solo tiene el papel más atractivo, sino que también lo desempeña de la manera más atractiva y casi lleva la imagen solo". Años después, Andrea Foshee, escribiendo para Turner Classic Movies, estuvo de acuerdo:
El coprotagonista Anthony Perkins acababa de salir de su éxito de 1960 como Norman Bates en Psycho de Alfred Hitchcock, un papel que lo encasillaría por el resto de su carrera. Sin embargo, como el encantador y sin rumbo Philip en Goodbye Again, Perkins demuestra claramente su versatilidad como actor en un papel que no podría ser eliminado de su turno como un asesino esquizofrénico.
Fue la 25.ª película más popular del año en Francia.

## Reconocimiento
- Festival de Cannes al Mejor Actor (Anthony Perkins)